# Shocking Blue
Shocking Blue byla nizozemská rocková kapela pocházející z Haagu. Její počátky sahají do roku 1967 a v Holandsku patřila k hnutí nederbeat. Skupina měla sérii hitů během kontrakulturního hnutí 60. a raných 70. let, včetně skladeb „Send Me a Postcard“ a „Venus“, která se stala jejich největším hitem a dosáhla prvního místa v americké hitparádě Billboard Hot 100 a v mnoha dalších zemích během let 1969 a 1970. Do roku 1973 skupina prodala 13 milionů desek, ale v roce 1974 se rozpadla. Spolu se skupinami Golden Earring a George Baker Selection je považována za nejúspěšnější Nederbeat kapelu, protože jejich největší hity bodovaly i v zahraničí, především ve Spojených státech.
Jejich píseň Love Buzz přezpívala grungeová skupina Nirvana jako svůj první singl.

## Historie
Hudební skupina proslavená hlavně svým hitem Venus , který dosáhl prvního místa v žebříčku U.S. Billboard Hot 100 v únoru 1970. Byla to zcela odlišná píseň, než do té doby stejnojmenná od zpěváka Frankieho Avalona z roku 1959. Před dobytím hitparád hitem Venus přišla kapela se dvěma menšími hity, a sice Long Lonesome Road a Send Me A Postcard. Hot Sand, B-strana singlu Venus, byl velice často hrán v nizozemských rozhlasových stanicích.
V roce 1970 následovaly další dva nizozemské hity: Mighty Joe a Never Marry a Railroad Man ( a druhá strana singlu Roll Engine Roll). Roku 1971 přišly další tři písně - Hello Darkness, Shocking You a Blossom Lady. V roce 1972 následovaly Inkpot, Out of Sight Out of Mind a Eve and the Apple, a nakonec v roce 1973 Rock In The Sea. Avšak žádná z těchto písní se již v hitparádě U.S. Billboard Hot 100 neumístila.
V roce 1974 zpěvačka Mariska Veres skupinu opustila, aby mohla začít sólovou kariéru. Jejím jediným hitem pak byla píseň s názvem Take Me High z roku 1975.
2. prosince 2006 australská rozhlasová společnost ohlásila, že Mariska Veres v 59 letech zemřela na rakovinu.

## Členové
- Robbie van Leeuwen (*29. října 1944) – zpěv, kytara
- Fred de Wilde – zpěv
- Klaasje van der Wal (*1. prosince 1949) – basová kytara
- Cor van der Beek (*8. dubna 1948) – bicí
- Mariska Veres (*1. října 1947 – 2. prosince 2006) – zpěv, v roce 1968 nahradila zpěváka Freda de Wilde.

## Diskografie
- 1968 Beat With Us (vydavatelé: Polydor, Karussell)
- 1969 At Home (vydavatel: Pink Elephant)
- 1970 Scorpio's Dance (vydavatel: Pink Elephant)
- 1971 Third Album (známé také jako Shocking You; vydavatel: Pink Elephant)
- 1972 Inkpot (vydavatel: Pink Elephant)
- 1972 Inkpot (západoněmecké vydání s několika odlišnými písněmi; vydavatel: Polydor)
- 1972 Live in Japan (vydavatel: Pink Elephant)
- 1972 Attila (vydavatel: Pink Elephant)
- 1972 Eve And The Apple (obsahovalo stejné písně jako album Attila a jednu píseň navíc; vydavatel: Polydor)
- 1973 Dream On Dreamer (vydavatel: Polydor)
- 1973 Ham (obsahovalo stejné písně jako Dream On Dreamer se třemi písněmi navíc; vydavatel: Pink Elephant)
- 1974 Good Times (vydavatel: Pink Elephant)

Všechna z těchto alb byla vydána na CD nosičích, kromě Beat With Us a Live in Japan. Eve & The Apple a Ham již na CD vydány nebyly, protože se velice podobaly albům Atilla a Dream On Dreamer.

## Singly
- 1967 Love Is In The Air/What You Gonna Do (Polydor)
- 1968 Lucy Brown Is Back In Town/Fix Your Hair Darling (Pink Elephant)
- 1968 Send Me a Postcard/Harley Davidson (Metronome)
- 1969 Long And Lonesome Road/Fireball Of Love (Metronome)
- 1969 Venus/Hot Sand (Pink Elephant)
- 1969 Mighty Joe/Wild Wind (Metronome)
- 1969 Scorpio's Dance/Sally Was A Good Old Girl (promo)
- 1970 Never Marry A Railroad Man/Roll Engine Roll (Metronome)
- 1970 Hello Darkness/Pickin' Tomatoes (Metronome)
- 1971 Shocking You/Waterloo (Metronome)
- 1971 Blossom Lady/Is This A Dream (Polydor)
- 1971 Out Of Sight Out Of Mind/I Like You (Polydor)
- 1972 Inkpot/Give My Love To The Sunrise (Polydor)
- 1972 Rock In The Sea/Broken Heart (Polydor)
- 1972 Eve And The Apple/When I Was a Girl (Polydor)
- 1973 Let Me Carry Your Bag/I Saw You In June (Polydor)
- 1973 Oh Lord/In My Time Of Dying (Polydor)
- 1973 Oh Lord/Everything That's Mine (Pink Elephant)
- 1974 This America/I Won't be lonely Long (Polydor)
- 1974 Dream On Dreamer/Where The Pick-Nick Was (Polydor)
- 1974 Good Times/Come My Way (Pink Elephant)
- 1975 Gonna Sing Me A Song/Get It On (Decca)